# Øystre Slidre
Øystre Slidre is een gemeente in het gebied Valdresflya, in het district Valdres in de Noorse provincie Innlandet. De gemeente telde 3248 inwoners in januari 2017.  Øystre Slidre ligt bij Nord-Aurdal en Vestre Slidre in het zuiden, Vang in het westen, Gausdal, Sør-Fron en Nord-Fron in het oosten en bij de grens van Vågå in het noorden.
In Øystre Slidre staat de Staafkerk van Hegge.

## Plaatsen in de gemeente
Tot Øystre Slidre behoren de dorpen Moane, Hegge, Heggenes, Rogne, Skammestein, Beito en Beitostølen.

## Geografie
De hoogste berg is de Øystre Rasletind, circa 2.010 meter hoog. Een andere berg is de Bitihorn. Enkele meren in de omgeving van Øystre Slidre zijn Bygdin, Vinstri, Yddin, Vangsjøen, Javnin en Olevatn.
|  |  |

Alvdal · Dovre · Eidskog · Elverum ·  Engerdal · Etnedal · Folldal · Gausdal · Gjøvik · Gran · Grue ·  Hamar · Kongsvinger · Lesja · Lillehammer · Lom ·  Løten · Nord-Aurdal · Nord-Fron · Nord-Odal · Nordre Land · Os · Østre Toten · Øyer · Øystre Slidre · Rendalen · Ringebu · Ringsaker · Sel · Skjåk · Stange · Stor-Elvdal · Søndre Land · Sør-Aurdal · Sør-Fron · Sør-Odal · Tolga · Trysil · Tynset · Vågå · Våler · Vang · Vestre Slidre · Vestre Toten · Åmot · Åsnes

Fylker van Noorwegen